# Гусятин (станція)
Гуся́тин — залізнична станція Тернопільської дирекції залізничних перевезень Львівської залізниці на лінії Гусятин — Копичинці між станціями Копичинці (21 км) та Закупне (18 км). Розташована в смт Гусятин Чортківського району Тернопільської області.

## Пасажирське сполучення
Зі станції вирушали приміські поїзди до станції Тернопіль (відновлено з вересня 2017 року), але до станції Ярмолинці пасажирське сполучення відсутнє. Восени 2019 року дизель-поїзд Тернопіль — Гусятин — Тернопіль був скасований.
Влітку 2020 року лінія прийняла останній вантажний поїзд з боку станції Копичинці, а з 16 жовтня 2020 року припинено рух поїздів на ділянці Копичинці — Гусятин. Керівниками регіональної філії «Львівська залізниця» до цього часу жодних дій щодо відновлення руху не здійснено.
З весни 2021 року почався демонтаж лінії Копичинці — Гусятин[джерело?].
25 червня 2021 року прийнято проєкт рішення «Про звернення депутатів Гусятинської селищної ради» до Міністра інфраструктури України стосовно відновлення залізничного сполучення від  станції Копичинці до станції Гусятин.